# Hóa sinh
Hóa sinh (tiếng Anh: Biochemistry hay biological chemistry) là phân ngành nghiên cứu các quá trình hóa học bên trong và liên quan tới sinh vật sống. Là một phân ngành của cả hóa học và sinh học, hóa sinh có thể thể được chia làm ba lĩnh vực: sinh học cấu trúc, enzym và trao đổi chất. Suốt những thập niên cuối của thế kỷ 20, ngành hóa sinh đã thành công trong việc giải thích các quá trình sống nhờ ba phân ngành kể trên. Hầu hết mọi lĩnh vực của các môn khoa học sự sống đang được khám phá và phát triển nhờ nghiên cứu và phương pháp hóa sinh học. Hóa sinh chú trọng vào vốn hiểu biết về cơ sở hóa học cho phép những phân tử sinh học tạo nên các quá trình xảy trong tế bào sống và giữa các tế bào, đổi lại liên quan mật thiết tới vốn hiểu biết về mô và cơ quan, cũng như cấu trúc và chức năng của sinh vật. Hóa sinh có mối quan hệ mật thiết tới sinh học phân tử, ngành nghiên cứu các cơ chế phân tử của hiện tượng sinh học.
Phần lớn hóa sinh liên quan tới các cấu trúc, liên kết, chức năng, tương tác của những đại phân tử sinh học, chẳng hạn như protein, acid nucleic, carbohydrate và lipid. Chúng cung cấp cấu trúc của tế bào và thực hiện nhiều chức năng liên quan tới sự sống. Mảng hóa học của tế bào còn phụ thuộc vào phản ứng của những phân tử và ion nhỏ. Chúng có thể là hợp chất vô cơ (ví dụ như nước và ion kim loại) hoặc hữu cơ (ví dụ acid amin, chất được dùng để tổng hợp các protein). Những cơ chế mà tế bào sử dụng để chuyển hóa năng lượng từ môi trường thông qua các phản ứng hóa học được gọi là trao đổi chất. Những phát hiện trong môn hóa sinh được ứng dụng chủ yếu trong y học, dinh dưỡng và nông nghiệp. Trong y học, các nhà hóa sinh nghiên cứu nguyên nhân gây bệnh và các liều thuốc trị bệnh. Dinh dưỡng thì nghiên cứu cách duy trì sức khỏe và thể trạng và cả những hệ quả của kém dinh dưỡng. Trong nông nghiệp, các nhà hóa sinh nghiên cứu đất và phân bón, bên cạnh đó là các mục tiêu cải thiện canh tác, bảo quản cây trồng và kiểm soát loài gây hại.

## Lịch sử

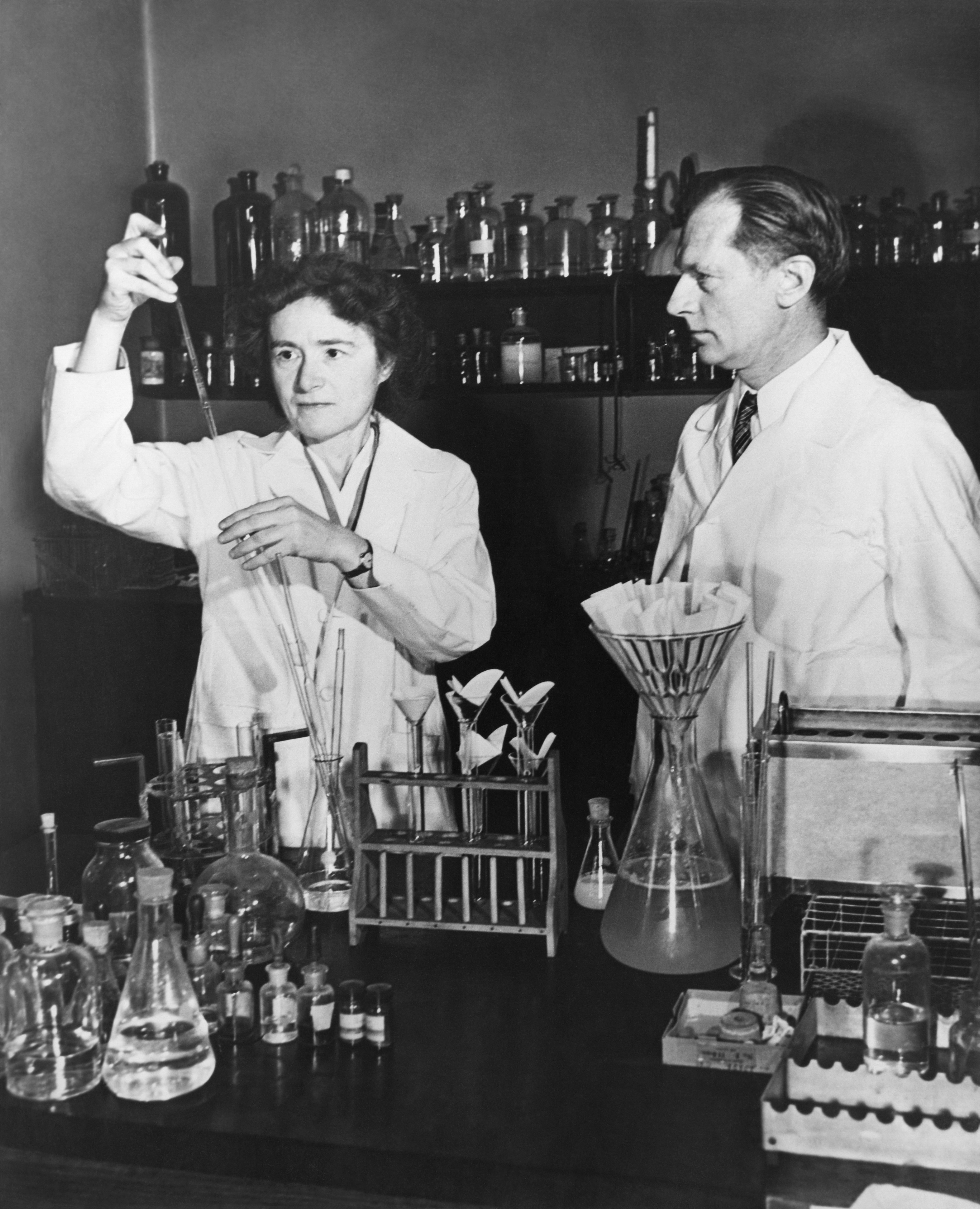
Gerty Cori và Carl Cori cùng thắng Giải Nobel vào năm 1947 nhờ phát hiện ra chu trình Cori tại RPMI.

Theo định nghĩa bao hàm trọn vẹn nhất, hóa sinh có thể được xem là ngành nghiên cứu các thành phần và cấu tạo của sinh vật, cách chúng kết hợp với nhau để trở thành sự sống. Theo nghĩa này, do đó lịch sử hóa sinh có thể truy ngược về thời Hy Lạp cổ đại. Tuy nhiên, hóa sinh dưới dạng một phân ngành khoa học chuyên biết bắt đầu vào khoảng thế kỷ 19 (hoặc sớm hơn một chút), phụ thuộc vào khía cạnh nào mà hóa sinh đang chú trọng tới. Một số người cho rằng khởi đầu của hóa sinh có thể là phát hiện enzyme đầu tiên, diastase (nay được gọi là amylase) của Anselme Payen vào năm 1833, trong khi một bộ phận khác xem màn trình bày một quá trình lên men rượu hóa sinh phức tạp của Eduard Buchner trong các chiết xuất không tế bào vào năm 1897 là sự ra đời của hóa sinh. Một số người khác cũng chỉ ra rằng hóa sinh khởi đầu bằng một công trình giàu ảnh hưởng của Justus von Liebig vào năm 1842, Animal chemistry, or, Organic chemistry in its applications to physiology and pathology - tác phẩm trình bày lý thuyết hóa học về trao đổi chất, hay thậm chí sớm hơn nữa là những nghiên cứu về lên men và hô hấp của Antoine Lavoisier vào thế kỷ 18. Nhiều nhà tiên phong trong mảng hóa sinh đã giúp tầng phức tạp của hóa sinh và họ được xem là những người đặt nền móng cho hóa sinh hiện đại. Emil Fischer (tác giả nghiên cứu hóa học của protein) và F. Gowland Hopkins (tác giả nghiên cứu enzyme và bản chất động lực học của hóa sinh) là hai ví dụ đại diện cho hóa sinh thời kì đầu.
Bản thân thuật ngữ "biochemistry" (hóa sinh) xuất phát từ sự kết hợp giữa sinh học và hóa học. Năm 1877, Felix Hoppe-Seyler sử dụng thuật ngữ (biochemie trong tiếng Đức) như một từ đồng nghĩa với hóa sinh lý trong phần lời tựa đầu cho số đầu tiên của Zeitschrift für Physiologische Chemie (Tạp chí hóa sinh lý học), nơi ông lập luận cho việc thành lập các viện nghiên cứu dành riêng cho lĩnh vực này. Tuy nhiên nhà hóa học người Đức Carl Neuberg thường được xem là người đặt ra từ này vào năm 1903, trong khi ấy một số người lại ghi công cho Franz Hofmeister.

Cấu trúc DNA

Người ta thường tin rằng sự sống và các vật chất có một số thuộc tính hoặc chất thiết yếu (thường được xem là "sinh lực luận"), khác với bất kì thứ gì được tìm thấy ở vật thể không sống, và người ta cho rằng chỉ vật thể sống mới có thể tạo ra các phân tử của sự sống. Năm 1828, Friedrich Wöhler xuất bản một bài báo về quá trình tổng hợp ure tình cờ của ông từ potassium cyanat và ammonium sulfat; một số người coi đấy là bàn đạp đổ trực tiếp lên sinh lực luận và thành lập nên hóa học hữu cơ. Tuy nhiên, phép tổng hợp của Wöhler gây tranh cãi vì một số người bác bỏ cái chết của sinh lực luận trên bàn tay ông. Kể từ ấy, hóa sinh đã tiến bộ vượt bậc, đặc biệt từ giữa thế kỷ 20, với sự phát triển của những kỹ thuật mới như sắc ký, tinh thể học tia X, phép đo giao thoa phân cực kép, quang phổ NMR, dán nhãn đồng vị, dùng kính hiển vi điện tử và mô phỏng động lực học phân tử. Những kỹ thuật này cho phép khám phá và phân tích chi tiết nhiều phân tử và các con đường trao đổi chất của tế bào, ví dụ như đường phân và chu trình Krebs (chu trình acid citric), và dẫn tới vốn hiểu biết hóa sinh ở cấp độ phân tử.
Một sự kiện bước ngoặt khác trong lịch sử hóa sinh là việc khám phá ra gen và vai trò của nó trong việc truyền thông tin trong tế bào. Ở thập niên 1950, James D. Watson, Francis Crick, Rosalind Franklin và Maurice Wilkins là những người có công trong việc giải cấu trúc DNA và trình bày mối quan hệ của nó với vận chuyển thông tin di truyền. Năm 1958, George Beadle và Edward Tatum nhận giải Nobel vì công trình nghiên cứu nấm thể hiện một gen tạo ra một enzym. Năm 1988, Colin Pitchfork là người đầu tiên bị kết tội ám sát bằng bằng chứng DNA, dẫn tới sự phát triển của ngành khoa học pháp y. Gần đây hơn, Andrew Z. Fire và Craig C. Mello nhận giải Nobel 2006 vì phát hiện ra vai trò can thiệp RNA (RNAi), trong việc làm vô hiệu biểu hiện gen.

## Nguyên vật liệu khởi đầu: những nguyên tố hóa học của sự sống

Những nguyên tố chính cấu thành nên cơ thể người được thể hiện từ dồi dào nhất (theo khối lượng) tới ít dồi dào nhất.

Khoảng hai tá nguyên tố hóa học là thiết yếu với nhiều kiểu sống sinh học. Hầu hết các nguyên tố hiếm trên Trái Đất không cần thiết đối với sự sống (ngoại trừ seleni và iod), trong khi một số ít loại nguyên tố thông thường (nhôm và titani) không được dùng đến. Hầu hết sinh vật có chung nhu cầu dùng tới nguyên tố, song có một số ít khác biệt giữa thực vật và động vật. Ví dụ, tảo biển sử dụng brom, nhưng thực vật trên cạn và động vật dường như không cần tới nguyên tố ấy. Tất cả động vật đều cần natri, nhưng một vài thực vật thì không. Thực vật cần đến bor và silic, nhưng thực vật có thể không cần (hoặc có thể cần một lượng rất ít).
Chỉ có 6 nguyên tố—carbon, hydro, nitro, oxy, calci và phosphor—chiếm gần 99% khối lượng tế bào sống, tính cả những tế bào ở cơ thể người (xem danh sách hoàn chỉnh ở bài thành phần cơ thể người). Ngoài 6 nguyên tố chính cấu thành nên phần lớn cơ thể người, thì con người cần tới một lượng nhỏ gồm 18 nguyên tố trở lên.

## Phân tử sinh học
4 lớp phân tử chính trong ngành hóa sinh (thường gọi là phân tử sinh học) là carbohydrat, lipid, protein và acid nucleic. Nhiều phân tử sinh học là các polymer: theo thuật ngữ này, monomer là những đại phân tử tương đối nhỏ liên kết với nhau để tạo ra đại phân tử lớn còn gọi là các polymer. Khi các monomer liên kết với nhau để tổng hợp một polymer sinh học, chúng trải qua một quá trình gọi là tổng hợp khử nước. Những đại phân tử khác nhau có thể tập hợp ở các phức hợp to hơn, thường để phục vụ hoạt tính sinh học.

### Carbohydrate
Hai trong số những chức năng chính của carbohydrat là dự trữ năng lượng và cung cấp cấu trúc. Một trong những loại đường phổ biến nhất, glucose là carbohydrat, nhưng không phải tất cả carbohydrat đều là đường. Có nhiều carbohydrat trên Trái Đất hơn bất kì loại phân tử sinh học nào được biết tới; chúng được dùng để dự trữ năng lượng và thông tin di truyền, cũng như đóng vai trò quan trọng trong các tương tác và liên hệ của tế bào.
Loại carbohydrat đơn giản nhất là monosaccharide, với đặc tính chứa carbon, hydro và oxyg, chủ yếu theo tỷ lệ 1:2:1 (công thức tổng quát là CnH2nOn, n ít nhất từ 3 trở lên). Glucose  (C6H12O6) là một trong những carbohydrat quan trọng nhất; những loại khác gồm fructose (C6H12O6) – loại đường thường liên quan tới vị ngọt của trái cây,[a] và deoxyribose (C5H10O4), một thành phần của DNA. Một monosaccharide có thể chuyển đổi giữa dạng mạch hở và mạch vòng. Dạng mạch hở có thể biến thành một vòng nguyên tử carbon, với cầu nối là một nguyên tử oxygen được tạo ra từ nhóm chức carbonyl của nguyên tử cuối và nhóm hydroxyl của một nguyên tử nữa. Phân tử mạch vòng mang nhóm chức hemiacetal hoặc hemiketal, phụ thuộc vào dạng mạch thẳng là một aldose hay một ketose.
Ở những dạng mạch vòng này, vòng thường có 5 hoặc 6 nguyên tử. Những dạng này được gọi là furanose và pyranose — lần lượt tương đương với furan và pyran, những hợp chất đơn giản nhất cùng mang vòng carbon-oxy (mặc dù chúng thiếu liên kết đôi carbon-carbon của hai phân tử này). Ví dụ, aldohexose glucose có thể hình thành một liên kết hemiacetal giữa nhóm hydroxyl trên carbon 1 và oxy trên carbon 4, tạo ra phân tử mang vòng 5-cạnh, gọi là glucofuranose. Phản ứng tương tự có thể xảy ra giữa các carbon 1 và 5 để hình thành nên một phân tử mang vòng 6-cạnh, gọi là glucopyranose. Những dạng mạch vòng có 7-cạnh gọi là heptoses thì hiếm.

### Lipid

Cấu trúc của một vài lipid phổ biến. Trên đỉnh là cholesterol và acid oleic. Cấu trúc giữa là triglyceride tập hợp các chuỗi oleoyl, stearoyl và palmitoyl gắn với mạch chính glycerol. Phía dưới cùng là phospholipid thông dụng mang tên phosphatidylcholine.

Lipid tập hợp một lượng lớn phân tử và ở mức độ nào đấy là chất xúc tác đối với các hợp chất không tan trong nước hoặc phi phân cực có nguồn gốc sinh học, bao gồm sáp, acid béo, phospholipid, sphingolipid, glycolipid và terpenoid bắt nguồn từ acid béo (ví dụ, retinoid và steroid). Một số lipid là các phân tử không vòng, mạch hở và thẳng, trong khi số khác có cấu trúc mạch vòng. Một vài là chất thơm (mang cấu trúc mạch vòng và mạch thẳng) trong khi số khác thì không. Một số chất thì ling hoạt, trong khi số khác thì cố định.
Lipid thường được làm một phân tử glycerol kết hợp với các phân tử khác. Trong triglyceride (nhóm chính của lipid lớn), có một phân tử glycerol và ba acid béo. Trong trường hợp ấy, các acid béo được xem là monomer, và có thể là hợp chất bão hòa (không liên kết đôi trong chuỗi carbon) hoặc không bão hòa (một hoặc nhiều liên kết đôi trong chuỗi carbon).
Hầu hết lipid có vài đặc tính phân cực ngoài đa phần là phi phân cực. Nhìn chung, số lượng lớn cấu trúc của chúng là phi phân cực hoặc là chất kị nước, tức là nó không tương tác tốt với các dung môi phân cực như nước. Phần khác trong cấu trúc của chúng là phân cực hoặc chất ưa nước và sẽ có xu hướng liên kết với các dung môi phân cực như nước. Điều này biến chúng thành các phân tử lưỡng phần (tức có cả phần ưa nước lẫn kị nước). Trong trường hợp của cholesterol, nhóm phân cực chỉ là –OH (hydroxyl hoặc alcohol). Trong trường hợp của phospholipid, nhóm phân cực lớn hơn đáng kể và có tính phân cực hơn.

### Protein
Protein là những phân tử rất lớn—đại-polymer sinh học—được tạo ra từ những monomer là amino acid. Một amino acid tập hợp gồm một nguyên tử alpha carbon gắn với một nhóm amino, –NH2, một nhóm carboxylic acid, –COOH (mặc dù chúng tồi tại dưới dạng –NH3+ và –COO− trong điều kiện sinh lý), một nguyên tử hydro đơn giản, và một nhánh bên ghi là "–R". Nhánh bên "R" khác nhau với từng amino acid vốn có tới 20 nhóm chuẩn. Chính nhóm "R" này làm từng amino acid khác biệt, và đặc tính của các nhánh bên có ảnh hưởng rất lớn tới hình dạng ba chiều của một protein. Một vài amino acid tự mang chức năng hoặc ở dạng biến đổi; ví dụ, chức năng của glutamic là một chất dẫn truyền thần kinh quan trọng. Những amino acid có thể tương tác thông qua một liên kết peptide. Trong phép tổng hợp khử nước này, một phân tử nước bị loại bỏ và liên kết peptide kết nối nitơ của một nhóm amino thuộc amino tới carbon thuộc nhóm acid carboxylic của một amino acid khác. Phân tử ra đời được gọi là một dipeptide, còn các đoạn ngắn của amino acid (thông thường từ 30 trở xuống) được gọi là các peptide hay polypeptide. Những đoạn dài hơn thì được chọn làm các protein chủ đạo. Lấy ví dụ, albumin protein huyết tương chứa 585 gốc amino acid.

### Sách tham khảo
- Amsler, Mark (1986). The Languages of Creativity: Models, Problem-solving, Discourse. University of Delaware Press. ISBN 978-0874132809.
- Astbury, W.T. (1961). "Molecular Biology or Ultrastructural Biology?" (PDF). Nature. Quyển 190 số 4781. tr. 1124. doi:10.1038/1901124a0. PMID 13684868. Truy cập ngày 4 tháng 1 năm 2016.
- Ben-Menahem, Ari (2009). Historical Encyclopedia of Natural and Mathematical Sciences. Springer. tr. 2982. ISBN 978-3-540-68831-0.
- Burton, Feldman (2001). The Nobel Prize: A History of Genius, Controversy, and Prestige. Arcade Publishing. ISBN 978-1559705929.
- Butler, John M. (2009). Fundamentals of Forensic DNA Typing. Academic Press. ISBN 978-0-08-096176-7.
- Chandan, Sen K.; Sashwati Roy (2007). "miRNA: Licensed to kill the messenger". DNA Cell Biology. Quyển 26 số 4. doi:10.1089/dna.2006.0567. PMID 17465885.{{Chú thích tạp chí}}:  Quản lý CS1: nhiều tên: danh sách tác giả (liên kết)
- Clarence, Peter Berg (1980). "The University of Iowa and Biochemistry from Their Beginnings". ISBN 9780874140149. {{Chú thích tạp chí}}: Chú thích magazine cần |magazine= (trợ giúp)
- Edwards K.J., Brown D.G., Spink, N., Skelly J.V., Neidle S. (1992). "Molecular structure of the B-DNA dodecamer d(CGCAAATTTGCG)2. An examination of propeller twist and minor-groove water structure at 2.2 A resolution". J.Mol.Biol. Quyển 226. tr. 1161–1173. PMID 1518049.{{Chú thích tạp chí}}:  Quản lý CS1: nhiều tên: danh sách tác giả (liên kết)
- Eldra P. Solomon, Linda R. Berg, Diana W. Martin (2007). Biology, 8th Edition, International Student Edition. Thomson Brooks/Cole. ISBN 978-0495317142. Bản gốc lưu trữ ngày 4 tháng 3 năm 2016. Truy cập ngày 17 tháng 5 năm 2016.{{Chú thích sách}}:  Quản lý CS1: nhiều tên: danh sách tác giả (liên kết)
- Fariselli, Piero; Rossi, Ivan; Capriotti, Emidio; Casadio, Rita (2007). "The WWWH of remote homolog detection: the state of the art". Briefings in Bioinformatics. Quyển 8 số 2. doi:10.1093/bib/bbl032. PMID 17003074.{{Chú thích tạp chí}}:  Quản lý CS1: nhiều tên: danh sách tác giả (liên kết)
- Fiske, John (1890). Outlines of Cosmic Philosophy Based on the Doctrines of Evolution, with Criticisms on the Positive Philosophy, Volume 1. Boston and New York: Houghton, Mifflin. Truy cập ngày 16 tháng 2 năm 2015.
- Finkel, Richard; Cubeddu, Luigi; Clark, Michelle (2009). Lippencott's Illustrated Reviews: Pharmacology (ấn bản thứ 4). Lippencott Williams & Wilkins. ISBN 978-0-7817-7155-9.
- Krebs, Jocelyn E.; Goldstein, Elliott S.; Lewin, Benjamin; Kilpatrick, Stephen T. (2012). Essential Genes. Jones & Bartlett Publishers. ISBN 978-1-4496-1265-8.{{Chú thích sách}}:  Quản lý CS1: nhiều tên: danh sách tác giả (liên kết)
- Fromm, Herbert J.; Hargrove, Mark (2012). Essentials of Biochemistry. Springer. ISBN 978-3-642-19623-2.{{Chú thích sách}}:  Quản lý CS1: nhiều tên: danh sách tác giả (liên kết)
- Hamblin, Jacob Darwin (2005). Science in the Early Twentieth Century: An Encyclopedia. ABC-CLIO. ISBN 978-1-85109-665-7.
- Helvoort, Ton van (2000). Arne Hessenbruch (biên tập). Reader's Guide to the History of Science. Fitzroy Dearborn Publishing. ISBN 188496429X.
- Holmes, Frederic Lawrence (1987). Lavoisier and the Chemistry of Life: An Exploration of Scientific Creativity. University of Wisconsin Press. ISBN 978-0299099848.
- Horton, Derek, biên tập (ngày 28 tháng 11 năm 2013). Advances in Carbohydrate Chemistry and Biochemistry, Volume 70. Academic Press. ASIN B00H7E78BG.
- Hunter, Graeme K. (2000). Vital Forces: The Discovery of the Molecular Basis of Life. Academic Press. ISBN 978-0-12-361811-5.
- Karp, Gerald (ngày 19 tháng 10 năm 2009). Cell and Molecular Biology: Concepts and Experiments. John Wiley & Sons. ISBN 9780470483374.
- Kauffman, G.B.; Chooljian, S.H. (2001). "Friedrich Wöhler (1800–1882), on the bicentennial of his birth". The Chemical Educator. Quyển 6 số 2. doi:10.1007/s00897010444a.{{Chú thích tạp chí}}:  Quản lý CS1: nhiều tên: danh sách tác giả (liên kết)
- Kleinkauf, Horst; Döhren, Hans von; Jaenicke Lothar (1988). The Roots of Modern Biochemistry: Fritz Lippmann's Squiggle and its Consequences. Walter de Gruyter & Co. tr. 116. ISBN 9783110852455.{{Chú thích sách}}:  Quản lý CS1: nhiều tên: danh sách tác giả (liên kết)
- Knowles JR (1980). "Enzyme-catalyzed phosphoryl transfer reactions". Annu. Rev. Biochem. Quyển 49. tr. 877–919. doi:10.1146/annurev.bi.49.070180.004305. PMID 6250450.
- Metzler, David Everett; Metzler, Carol M. (2001). Biochemistry: The Chemical Reactions of Living Cells. Quyển 1. Academic Press. ISBN 978-0-12-492540-3.{{Chú thích sách}}:  Quản lý CS1: nhiều tên: danh sách tác giả (liên kết)
- Miller G; Spoolman Scott (2012). Environmental Science - Biodiversity Is a Crucial Part of the Earth's Natural Capital. Cengage Learning. ISBN 1-133-70787-4. Truy cập ngày 4 tháng 1 năm 2016.{{Chú thích sách}}:  Quản lý CS1: nhiều tên: danh sách tác giả (liên kết)
- Nielsen, Forrest H. (1999). Ultratrace minerals; Modern nutrition in health and disease. Baltimore: Williams & Wilkins. tr. 283–303.
- Peet, Alisa (2012). Marks, Allan; Lieberman Michael A. (biên tập). Marks' Basic Medical Biochemistry (Lieberman, Marks's Basic Medical Biochemistry) (ấn bản thứ 4). ISBN 160831572X.{{Chú thích sách}}:  Quản lý CS1: nhiều tên: danh sách biên tập viên (liên kết)
- Rayner-Canham, Marelene F.; Rayner-Canham, Marelene; Rayner-Canham, Geoffrey (2005). Women in Chemistry: Their Changing Roles from Alchemical Times to the Mid-Twentieth Century. Chemical Heritage Foundation. ISBN 978-0941901277.{{Chú thích sách}}:  Quản lý CS1: nhiều tên: danh sách tác giả (liên kết)
- Rojas-Ruiz, Fernando A; Vargas-Méndez, Leonor; Kouznetsov, Vladimir V (2011). "Challenges and Perspectives of Chemical Biology, a Successful Multidisciplinary Field of Natural Sciences". Molecules. Quyển 16. tr. 2672–2687. doi:10.3390/molecules16032672. ISSN 1420-3049. Bản gốc lưu trữ ngày 5 tháng 12 năm 2015. Truy cập ngày 17 tháng 5 năm 2016.{{Chú thích tạp chí}}:  Quản lý CS1: DOI truy cập mở nhưng không được đánh ký hiệu (liên kết) Quản lý CS1: nhiều tên: danh sách tác giả (liên kết)
- Saenger, Wolfram (1984). Principles of Nucleic Acid Structure. New York: Springer-Verlag. ISBN 0-387-90762-9.
- Slabaugh, Michael R., and Seager, Spencer L. (2013). Organic and Biochemistry for Today (ấn bản thứ 6). Pacific Grove: Brooks Cole. ISBN 1133605141.{{Chú thích sách}}:  Quản lý CS1: nhiều tên: danh sách tác giả (liên kết)
- Sherwood, Lauralee; Klandorf, Hillar; Yancey, Paul H. (2012). Animal Physiology: From Genes to Organisms. Cengage Learning. ISBN 978-0-8400-6865-1.{{Chú thích sách}}:  Quản lý CS1: nhiều tên: danh sách tác giả (liên kết)
- Stryer L, Berg JM, Tymoczko JL (2007). Biochemistry (ấn bản thứ 6). San Francisco: W.H. Freeman. ISBN 978-0-7167-8724-2.{{Chú thích sách}}:  Quản lý CS1: nhiều tên: danh sách tác giả (liên kết)
- Tropp, Burton E. (2012). Molecular Biology (ấn bản thứ 4). Jones & Bartlett Learning. ISBN 978-1-4496-0091-4.
- UNICEF (2010). Facts for life (PDF) (ấn bản thứ 4). New York: United Nations Children's Fund. ISBN 978-92-806-4466-1. Bản gốc (PDF) lưu trữ ngày 12 tháng 12 năm 2018. Truy cập ngày 17 tháng 5 năm 2016.
- Ulveling, Damien; Francastel, Claire; Hubé, Florent (2011). "When one is better than two: RNA with dual functions". Biochimie. Quyển 93 số 4. doi:10.1016/j.biochi.2010.11.004. PMID 21111023.{{Chú thích tạp chí}}:  Quản lý CS1: nhiều tên: danh sách tác giả (liên kết)
- Varki A, Cummings R, Esko J, Jessica Freeze, Hart G, Marth J (1999). Essentials of glycobiology. Essentials of glycobiology. Cold Spring Harbor Laboratory Press. ISBN 0-87969-560-9.{{Chú thích sách}}:  Quản lý CS1: nhiều tên: danh sách tác giả (liên kết)
- Voet, D. and Voet, J, G. (2005). Biochemistry (ấn bản thứ 3). Hoboken, NJ: John Wiley & Sons Inc. ISBN 9780471193500. Bản gốc lưu trữ ngày 4 tháng 2 năm 2016.{{Chú thích sách}}:  Quản lý CS1: nhiều tên: danh sách tác giả (liên kết)
- Whiting, G.C (1970). "Sugars". Trong A.C. Hulme (biên tập). The Biochemistry of Fruits and their Products. Quyển 1. London & New York: Academic Press. ISBN 0123612012.
- Ziesak, Anne-Katrin; Cram Hans-Robert (ngày 18 tháng 10 năm 1999). Walter de Gruyter Publishers, 1749-1999. Walter de Gruyter & Co. ISBN 978-3110167412.{{Chú thích sách}}:  Quản lý CS1: nhiều tên: danh sách tác giả (liên kết)